# Tiny Toon Adventures
 Der er for få eller ingen kildehenvisninger i denne artikel, hvilket er et problem. Du kan hjælpe ved at angive troværdige kilder til de påstande, som fremføres i artiklen.

Steven Spielberg Presents Tiny Toon Adventures, bedre kendt som Tiny Toon Adventures eller blot Tiny Toons er en amerikansk animeret tv-serie, produceret i perioden 1990-1992. Den blev skabt af Tom Ruegger og produceret af Amblin Entertainment og Warner Bros Animation. Produktionen begyndte som følge af Warner Bros genindførelse af sit animations studio i 1989 efter et årti med vækstdvale. 
I løbet af 1980'erne, arbejdede det nye studie kun på at genskabe de klassiske figurer. Tiny Toon Adventures var den første af mange originale animerede serie fra studiet.
Danske stemmer: Susanne Breuning, Thomas Eje, Jess Ingerslev, Henrik Koefoed, Preben Kristensen, Kirsten Lehfeldt og Pauline Rehné.
| Fjernsyn | Spire Denne artikel om et tv-program er en spire som bør udbygges. Du er velkommen til at hjælpe Wikipedia ved at udvide den. |